# Löhlitzer Wald

Lage des ehemaligen gemeindefreien Gebiets Löhlitzer Wald im Landkreis Bayreuth

Löhlitzer Wald ist eine Gemarkung im oberfränkischen Landkreis Bayreuth. Bis 2010 bestand das gemeindefreie Gebiet Löhlitzer Wald.
Das ehemalige gemeindefreie Gebiet Löhlitzer Wald war ein zuletzt 2,650969 km² großer komplett bewaldeter Staatsforst zwischen den Orten Löhlitz, Wohnsgehaig, Neusig und Zeubach. Er wurde von der Kreisstraße BT 2 und einer davon abzweigenden Gemeindestraße durchquert.
Zum 1. September 2010 wurde das gemeindefreie Gebiet aufgelöst. In die Stadt Waischenfeld wurde der südliche Teil, bestehend aus neun Flurstücken mit einer Gesamtfläche von 1541092 m², umgegliedert. In die Gemeinde Mistelgau wurde der nördliche Teil mit 25 Flurstücken und einer Gesamtfläche von 1109877 m² umgegliedert.
Die Gemarkung hat aktuell (Stand 2024) eine Fläche von 2,647 km² und besteht aus zwei Gemarkungsteilen: Gemarkungsteil 1 liegt im Gebiet der Stadt Waischenfeld, Gemarkungsteil 2 liegt im Gebiet der Gemeinde Mistelgau. Die Gemarkung ist in 14 Flurstücke aufgeteilt, die eine durchschnittliche Flurstücksfläche von 189076,67 m² haben.